# Церква Святої Великомучениці Параскеви (Вільхівчик)
Церква Святої Великомучениці Параскеви у Вільхівчику — парафія і храм греко-католицької громади Гусятинського деканату Бучацької єпархії Української греко-католицької церкви в селі Вільхівчик Чортківського району Тернопільської области.

## Історія церкви
Відповідно до архітектурних записів, дерев'яна церква в селі Вільхівчик була збудована у 1802 році, хоча за переказами існувала ще з 1760 року. Під час Брусиловського наступу наприкінці серпня 1914 року вона згоріла. У 1929 році греко-католицька громада збудувала нову кам'яну церкву.
До 1946 року парафія і храм належали до УГКЦ. З 1946 по 1968 рік храм не діяв, його закрила державна влада. З 1968 року богослужіння відновилися, але вже в підпорядкуванні РПЦ.
У 2010 році на церкві встановили новий купол, а в 2012—2013 роках провели зовнішню реставрацію.
У 2012 році храм відвідав владика Павло (Петро) Хомницький, четвертий єпископ Стенфордської єпархії, який разом з о. Василем Бучинським відслужив літургію. У червні 1996 року владика Хомницький подарував для храму Євангеліє на прохання свого батька Степана, вихідця з села.
При парафії діють спільнота «Матері в молитві» та братство «Апостольство молитви».
У 2013 році в селі збудували фігуру Покровської Матері Божої, яку освятив протосинкел Бучацької єпархії о. Володимир Заболотний. На церковному подвір'ї є капличка Матері Божої та хрести парафіяльного значення.

## Парохи
- о. Ян Шегеревич (1787),
- о. Іван Боярський (1887),
- о. Онуфрій Вергун (1899),
- о. Іван Матковський (1907—1912),
- о. Теодор Рак-Раченко (1922—1946),
- о. Гайдукевич (1950),
- о. Чиж (1956),
- о. Олександр Максимович (1958),
- о. Григорій Галайко (1981—1983),
- о. Михайло Бочан (1983—1986),
- о. Генналій Михаймок (1987—1992),
- о. Стах (Станіслав) Роздеба (1993—2000),
- о. Андрій Кузнях (2000—2011),
- о. Василь Бучинський (з 2011).